# Arroyo Cambará
El arroyo Cambará es un curso de agua uruguayo que atraviesa el departamento de  Salto perteneciente a la cuenca hidrográfica del Río de la Plata.
Nace en la Cuchilla del Mataojo y desemboca en el río Arapey.